# Колониця
Колониця (словац. Kolonica) — село в Словаччині, Снинському окрузі Пряшівського краю.

## Географія
Розташоване в північно-східній частині Словаччини в долині р. Колонички, яка вливається в Ціроху. Протікають річки Колонічка; Таповець і Малий Таповець..

## Історія
Давнє лемківське село. Вперше згадується у 1567 році.
В селі є греко-католицька церква з 1843 р. збудована на місці дерев'яної церкви. Побизу села, у Колоницькому сідлі розташована астрономічна обсерваторія.

## Населення
| Рік:            | 1994. | 2004.   | 2014.   | 2024.    |
| --------------- | ----- | ------- | ------- | -------- |
| Кількість осіб: | 596   | 593     | 585     | 526      |
| Різниця:        |       | -0,50 % | -1,34 % | -10,08 % |

| Рік:            | 2023. | 2024.   |
| --------------- | ----- | ------- |
| Кількість осіб: | 515   | 526     |
| Різниця:        |       | +2,13 % |

В селі проживає 582 особи.
Національний склад населення (за даними останнього перепису населення — 2011 року):
- словаки — 475 (81,62 %)
- русини — 92 (15,80 %)
- чехи — 3 (0,52 %)
- українці — 2 (0,34 %)

Склад населення за приналежністю до релігії станом на 2011 рік:
- греко-католики — 450 (77,32 %)
- свідки Єгови — 64 (11,00 %)
- римо-католики — 33 (5,67 %)
- православні — 14 (2,41 %)
- без релігійної приналежності — 13 (2,23 %)